# August Lindgren
August Ludvig Lindgren (Copenhague, 1 de agosto de 1883 - 1 de junho de 1945) foi um futebolista dinamarquês, medalhista olímpico.
August Lindgren competiu nos Jogos Olímpicos de Verão de 1908 em Londres. Ele ganhou a medalha de prata.